# UCO Bellevue
UCO Bellevue was de hoofdzetel van textielfabriek Union Cotonnière gevestigd in Ledeberg, Gent.

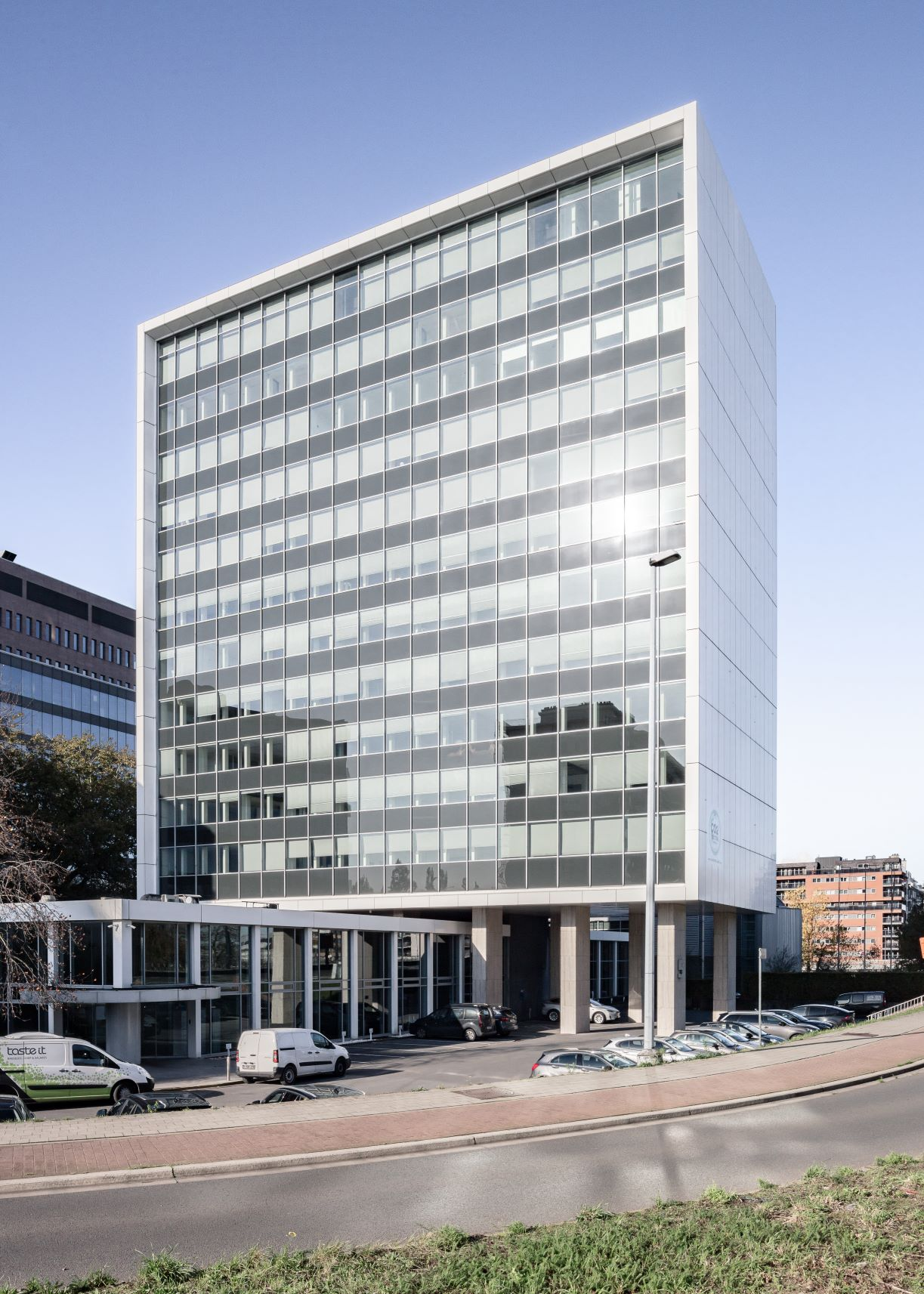
Buitenzicht van voormalige hoofdzetel UCO Bellevue, Gent

## Geschiedenis van het bedrijf
Eind jaren 1950 werd Ledeberg de nieuwe administratieve uitvalsbasis van Union Cotonnière. De kantoortoren werd ontworpen in modernistische stijl door de Duitse architect Theodor Kelter. Het gebouw is vervaardigd uit glas en aluminium en bestaat uit 14 verdiepingen.

## Interieur
Het interieur werd vorm gegeven door Brusselse ontwerpbureaus Ateliers Stéphane Jasinski (1907-2000) en l'Art Décoratif Céline Dangotte (1883-1975). Een groot deel van het meubilair met stukken van ook onder meer Knoll International, Mies van der Rohe en Eero Saarinen werd in 1989 en 1992 door de directeur geschonken aan het Design Museum Gent.
In het gebouw waren er expositieruimtes, conferentiezalen, een restaurant, een bar en een bibliotheek. Daarnaast had baron Braun zijn eigen penthouse op de bovenste verdieping van het kantoorgebouw.